# Abelhan
Abelhan (en francès Abeilhan) és un municipi occità del Llenguadoc, situat al departament de l'Erau i a la regió d'Occitània.

## Geografia

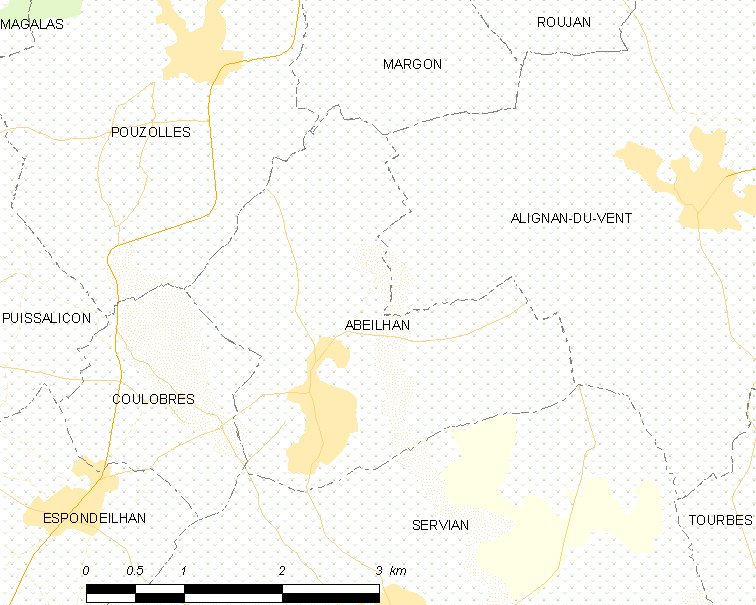
Mapa de la comuna de Abelhan

## Demografia

Població 1962-2008

## Administració
Alcaldes
| Període   | Identitat           | Partit        |
| --------- | ------------------- | ------------- |
| 1977-2001 | Henri Béziat        | PS            |
| 2001-2008 | Raymond Bouisseren  | PS            |
| 2008-2014 | Yvan Ségalas        | PS            |
| 2014-     | Pierre-Jean Rougeot | Divers droite |